# Дъ Палас ъф Обърн Хилс
„Дъ Палас оф Обърн Хилс“ (на английски: The Palace of Auburn Hills), често наричана само „Дъ Палас“, е спортна многофункционална арена в Обърн Хилс, щата Мичиган, Съединените американски щати.
Има капацитет 24 276 места.